# Test de Trauzl

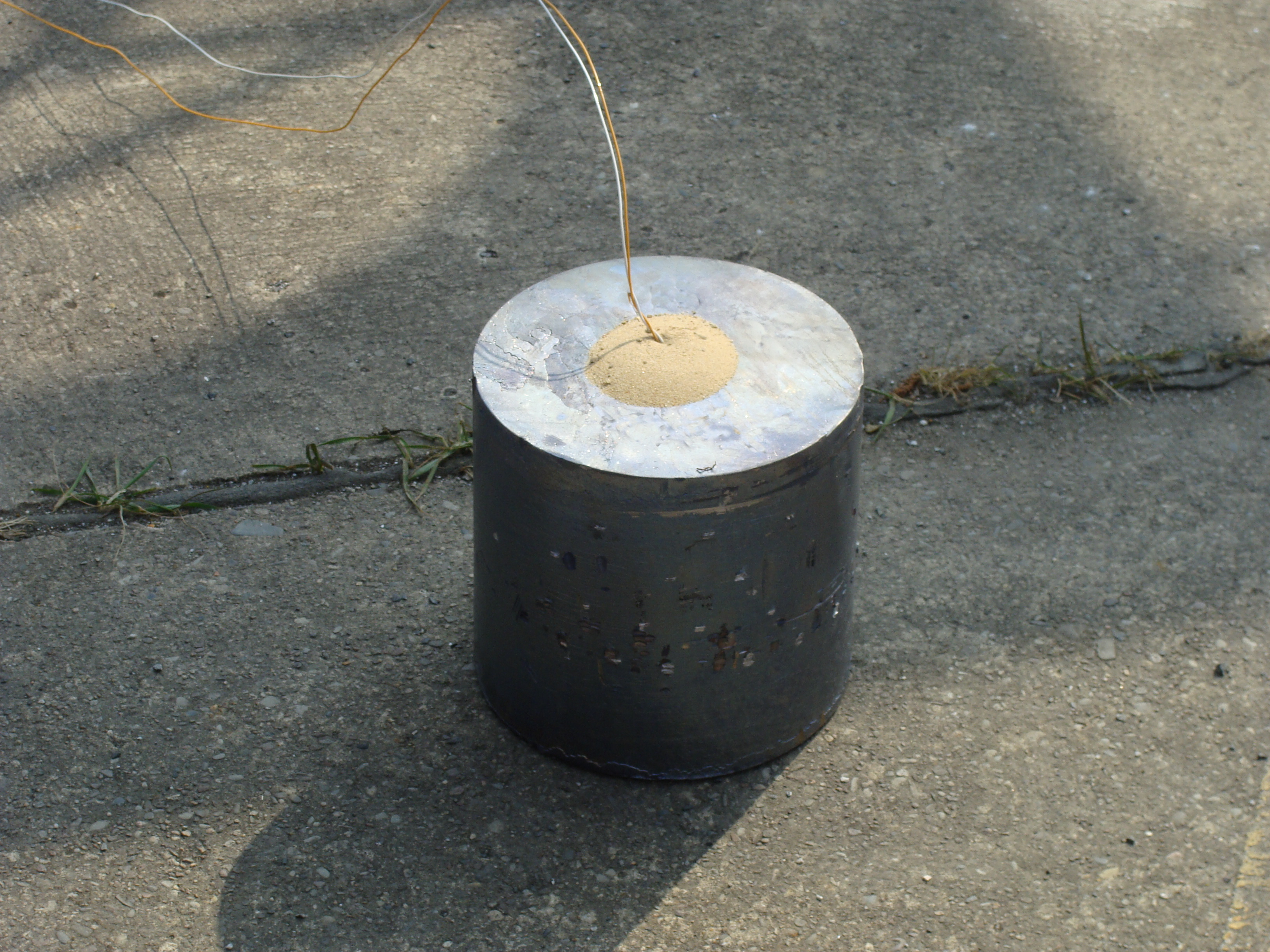
Dispositif expérimental du test de Trauzl.

Le test de trauzl ou test du bloc de plomb de Trauzl est un test de comparaison empirique pour évaluer la puissance explosive de matières explosives. Il consiste à mesurer l'expansion d'un bloc de plomb à la suite de l'explosion d'un échantillon à l'intérieur de celui-ci.
L'indicateur a été développé en 1885 par Isidor Trauzl (né le 13 août 1840, Arad, Roumanie ; † 10 mars 1929, Baden, Autriche). Le bloc de plomb, de 200 mm de diamètre et 200 mm de hauteur, dispose d'un alésage de 125 mm de profondeur et 25 mm de diamètre dans lequel on place 10 g de l'explosif à tester, la cavité étant bouchée par du sable. L'échantillon est mis à feu électriquement. Après la détonation, l'augmentation du volume de la cavité est mesurée avec de l'eau. Le résultat, donné en cm³, est appelé le « nombre de Trauzl » de l'explosif.
Le test Trauzl n'est pas adapté pour certains explosifs modernes de grande puissance car ils provoquent des fissures ou des ruptures dans le bloc de plomb.
Une variante du test utilise un bloc d'aluminium.
D'autres critères de comparaison sont l'équivalent en TNT et l'épreuve d'écrasement du sable (de).

## Exemples
Exemples de puissance explosive d'explosifs chimiques classés par nombre de Trauzl.
| Explosif                                 | Nombre de Trauzl (cm³/g) |
| ---------------------------------------- | ------------------------ |
| Peroxyde d'acétone                       | 25-33                    |
| RDX (hexogène)                           | 48                       |
| Hexaméthylène triperoxyde diamine (HMTD) | 33                       |
| HMX (octogène)                           | 48                       |
| Nitroglycérine                           | 52                       |
| Tétranitrate de pentaérythritol          | 52,3                     |
| Acide picrique                           | 31,5                     |
| Trinitrotoluène (TNT)                    | 30                       |